# Калибровка камеры
Калибровка камеры — задача получения внутренних и внешних параметров камеры по имеющимся фотографиям или видео, отснятыми ею.

Калибровка камеры часто используется на начальном этапе решения многих задач компьютерного зрения и в особенности дополненной реальности. Кроме того, калибровка камеры помогает исправлять дисторсию на фотографиях и видео.

## Параметры модели камеры
Как правило, для представления 2D-координат точки на плоскости используется вектор-столбец вида {\displaystyle [u\,v\,1]^{\top }}, а для задания положения 3D-точки в мировых координатах — {\displaystyle [x_{w}\,y_{w}\,z_{w}\,1]^{\top }}. Нужно отметить, что эти выражения записаны в расширенной нотации однородных координат, которая является самой распространённой в робототехнике и задачах трансформации твёрдых тел. В частности, в модели камеры-обскуры матрица камеры используется для проецирования точек трёхмерного пространства на плоскость изображения:
{\displaystyle z_{c}{\begin{bmatrix}u\\v\\1\end{bmatrix}}=A{\begin{bmatrix}R&T\end{bmatrix}}{\begin{bmatrix}x_{w}\\y_{w}\\z_{w}\\1\end{bmatrix}}}
где Zc - произвольный масштабный коэффициент

### Параметры внутренней калибровки
{\displaystyle A={\begin{bmatrix}\alpha _{x}&\gamma &u_{0}\\0&\alpha _{y}&v_{0}\\0&0&1\end{bmatrix}}}
Матрица внутренней калибровки A содержит 5 значимых параметров. Эти параметры соответствуют фокусному расстоянию, углу наклона пикселей и принципиальной точке (точка пересечения плоскости изображения с оптической осью, совпадающая с центром фотографии. В реальных камерах, как правило, бывает немного смещена из-за оптических искажений). В частности, {\displaystyle \alpha _{x}} и {\displaystyle \alpha _{y}} соответствуют фокусному расстоянию, измеренному в ширине и высоте пикселя, {\displaystyle u_{0}} и {\displaystyle v_{0}} — координатам принципиальной точки, а {\displaystyle \gamma ={\alpha _{y}}*\tan \varphi }, где {\displaystyle \varphi } — угол наклона пикселя.
Нелинейные параметры внутренней калибровки, такие как коэффициенты дисторсии, также имеют важное значение, хотя и не могут быть включены в линейную модель, описываемую матрицей внутренней калибровки. Большинство современных алгоритмов калибровки камеры определяет их вместе с параметрами линейной части модели.

Параметры внутренней калибровки относятся только к камере, но не к сцене, поэтому они изменяются только в том случае, когда меняются соответствующие настройки камеры.

### Параметры внешней калибровки
{\displaystyle {\textbf {R}},T} (где {\displaystyle {\textbf {R}}} — вектор 1 × 3 или матрица 3 × 3 поворота, {\displaystyle {\textbf {T}}} — вектор 3 × 1 переноса) — параметры внешней калибровки, определяющие преобразование координат, переводящее координаты точек сцены из мировой системы координат в систему координат, связанную с камерой. Или, что эквивалентно предыдущему определению, параметры внешней калибровки задают положение камеры в мировой системе координат.

Параметры внешней калибровки связаны непосредственно с фотографируемой сценой, поэтому (в отличие от параметров внутренней калибровки) каждой фотографии соответствует свой набор этих параметров.

### Модель камеры
При использовании камеры свет из снимаемой сцены фокусируется и захватывается. Этот процесс уменьшает число измерений у данных, получаемых камерой, с трёх до двух (свет из трёхмерной сцены преобразуется в двухмерное изображение). Поэтому каждый пиксель на полученном изображении соответствует лучу света исходной сцены. Во время калибровки камеры происходит поиск соответствия между трёхмерными точками сцены и пикселями изображения.

В случае идеальной камеры-обскуры для задания такого соответствия достаточно одной матрицы проекции. Однако в случае более сложных камер искажения, вносимые линзами, могут сильно повлиять на результат. Таким образом, функция проецирования принимает более сложный вид и часто записывается как последовательность преобразований, например:

{\displaystyle x=I\times Dist(E\times X)}, где
- {\displaystyle X=[x_{w}\,y_{w}\,z_{w}\,1]^{\top }} — координаты исходной точки сцены;
- {\displaystyle x=[u\,v\,1]^{\top }} — координаты пикселя на изображении;
- {\displaystyle E=\left[{\begin{array}{*{20}{c}}R&T\\{0_{3}^{T}}&1\\\end{array}}\right]} — матрица внешней калибровки (где {\displaystyle R} — матрица поворота 3 × 3, {\displaystyle T} — вектор переноса 3 × 1);
- {\displaystyle Dist} — функция применения дисторсии;
- {\displaystyle I={\begin{bmatrix}\alpha _{x}&\gamma &u_{0}\\0&\alpha _{y}&v_{0}\\0&0&1\end{bmatrix}}} — матрица внутренней калибровки.

## Алгоритмы калибровки камеры
Существует несколько различных подходов к решению задачи калибровки.
1. Классический подход — алгоритм Roger Y. Tsai[3]. Он состоит из двух этапов, на первом из которых определяются параметры внешней калибровки, на втором — внутренней калибровки и дисторсии.
2. «Новая гибкая технология калибровки камеры»[4], которая была разработана Zhengyou Zhang и основана на использовании плоского калибровочного объекта в виде шахматной доски.
3. Автокалибровка — получение калибровочных данных непосредственно по изображениям, причём в сцене не требуется присутствие специальных калибровочных объектов.

Алгоритм калибровки одной камеры, а также алгоритм стереокалибровки реализован в библиотеке OpenCV.

### Автокалибровка
Основные шаги данного метода:
1. Поиск особых точек на всех изображениях. Для этой цели может использоваться, например, уголковый детектор Харриса.
2. Поиск точечных соответствий между изображениями. Для этого можно, например, воспользоваться сравнением SIFT-дескрипторов найденных особых точек. В результате на каждом изображении находится набор пикселей, которые соответствуют одним и тем же трёхмерным точкам сцены.
3. После этого с помощью алгоритма Bundle Adjustment на основе данных о точечных соответствиях производится одновременный поиск и параметров калибровки, и 3D-координат этих особых точек в сцене.